# Saarwellingen
Saarwellingen és un municipi del districte de Saarlouis a l'estat federat alemany de Saarland. Està situat aproximadament a 20 km al nord-oest de Saarbrücken.

## Nuclis
- Saarwellingen
- Schwarzenholz
- Reisbach